# Mesochorus microbathros
Mesochorus microbathros är en stekelart som beskrevs av Kusigemati 1985. Mesochorus microbathros ingår i släktet Mesochorus och familjen brokparasitsteklar. Inga underarter finns listade i Catalogue of Life.